# Bluffs, Illinois
Bluffs là một làng thuộc quận Scott, tiểu bang Illinois, Hoa Kỳ. Năm 2010, dân số của làng này là 715 người.

## Dân số
Dân số qua các năm:
- Năm 2000: 748 người.
- Năm 2010: 715 người.